# Vida de Mallandro
Vida de Mallandro foi uma série de televisão brasileira produzido pela Migdal Filmes e exibido pelo canal Multishow em 2012. O programa apresentava o cotidiano do humorísta Sérgio Mallandro de seus familiares e de seu trabalho.

## Antecedentes
O diretor do programa Henrique Peixoto desenvolveu o projeto após ir a casa do apresentador, descobrindo que Mallandro vivencia com a ex-mulher na sua casa e que namorados(as) de ambos frequentam sua residência. No final do ano de 2011 foi anunciado a produção do programa pelo próprio canal. Segundo o mesmo a atração foi inspirada no programa The Osbournes exibido nos Estados Unidos pela MTV em 2002 e também inspirado pelo Keeping Up with the Kardashians que vivenciam o cotidiano do interlocutor.

## Elenco
- Sérgio Mallandro
- Benício
- Edgard
- Mary Mallandro
- Stephanie
- Serginho Tadeu